# (21748) Srinivasan
(21748) Srinivasan (1999 RH170) – planetoida z pasa głównego asteroid okrążająca Słońce w ciągu 3,32 lat w średniej odległości 2,23 j.a. Odkryta 9 września 1999 roku.